# Ichthyostomatogasteridae
Famille
Les Ichthyostomatogasteridae sont une famille d'acariens mesostigmates.

## Liste des genres
- Asternolaelaps Berlese, 1923
- Japanasternolaelaps Hirschmann & Hiramatsu, 1984
- Archaeopodella Athias-Henriot, 1977

## Taxinomie
Cette famille est classée dans le sous-ordre des Sejida, sa synonymie avec les Sejidae a été démentie. 

## Publication originale
- Sellnick, 1953 : Ichthyostomatogaster nyhleni, eine neue Acaride aus Schweden. Entomologisk Tidskrift, vol. 74, p. 24–37.